# 이와미야나제역
이와미야나제역(일본어: 石見簗瀬駅)은 일본 시마네현 오치군 미사토 정에 위치한 서일본 여객철도 산코 선의 철도역이다. 단선 승강장 1면 1선의 구조를 갖춘 지상역이다.

## 이용 현황
| 승차 인원 추이 | 승차 인원 추이 |
| 연도           | 1일 평균       |
| -------------- | -------------- |
| 1999           | 46             |
| 2000           | 42             |
| 2001           | 32             |
| 2002           | 20             |
| 2003           | 27             |
| 2004           | 18             |
| 2005           | 22             |
| 2006           | 21             |
| 2007           | 22             |
| 2008           | 19             |
| 2009           | 24             |
| 2010           | 16             |
| 2011           | 14             |
| 2012           | 8              |
| 2013           | 3              |

## 역사
- 1935년 12월 2일 : 산코 선이 이와미카와모토역으로부터 연장했던 때에 종착역으로서 개업.
- 1937년 10월 20일 : 산코 선이 이 역으로부터 하마하라 역까지 연장. 도중역으로 전환.
- 1955년 3월 31일 : 산코미나미 선이 개업해, 종래의 산코 선이 산코키타 선으로 개칭되어, 이 역도 그 소속이 됨.
- 1975년 8월 31일 : 이 역을 포함한 고쓰 역 ~ 미요시 역 간의 전 구간 개통으로 산코키타 선이 현재의 산코 선의 일부가 되면서, 이 역도 산코 선 소속이 됨.
- 1987년 4월 1일 : 일본국유철도 분할 민영화에 의해, 서일본 여객철도가 승계.
- 1999년 3월 : 교행 설비 철거.
- 2018년 4월 1일 : 산코 선의 폐선에 따라 역의 영업 업무 종료.

## 인접 역
| 서일본 여객철도 산코 선 | 서일본 여객철도 산코 선 | 서일본 여객철도 산코 선 |
| ----------------------- | ----------------------- | ----------------------- |
| 온바라 고쓰 방면        | ■ 산코 선               | 아카쓰카 미요시 방면    |